# Königin Weimu
Königin Weimu (chinesisch 衛慕氏 / 卫慕氏, Pinyin Wèimù Shì, auch 默穆氏,  Mòmù Shì; † 1035) war die erste Frau von Li Yuanhao, des späteren ersten Kaisers der Westlichen Xia-Dynastie.
Fräulein Weimu, deren persönlicher Name nicht überliefert ist, entstammte dem bedeutenden tangutischen Weimu-Clan, der bei der Erweiterung und Festigung der Machtbasis der Tanguten wesentlich beteiligt war. Insbesondere Weimu Shanxi hatte sich hierbei hervorgetan. Fräulein Weimus Mutter war eine Frau des Tanguten-Königs Li Deming. Dessen Sohn Li Yuanhao heiratete Fräulein Weimu – seine eigene Cousine – um sich die Unterstützung des Weimu-Clans zu sichern. Zuvor hatte er auf Geheiß seines Vaters in den Jahren 1028 und 1030 zwei Feldzüge unternommen und dabei Ganzhou (heutiges Zhangye), Guazhou und Shazhou (heutiges Dunhuang) dem Tangutenreich angegliedert. Nach diesen Erfolgen war er zum Thronfolger befördert worden. Er bestieg den Thron im Jahre 1031, Frau Weimu wurde seine Königin.
Im Jahre 1034 versuchte Weimu Shanxi, Li Yuanhaos Onkel und Schwiegervater, mit Hilfe der Königin einen hohen Posten in der Regierung zu erlangen und plante zu diesem Zweck, den König zu ermorden. Der Plan wurde aufgedeckt und Li Yuanhao, der ohnehin äußerst misstrauisch war und viele Menschen töten lassen hatte, nur weil er Böses vermutete, ließ nicht nur seinen Schwiegervater, sondern alle Mitglieder des Weimu-Clans töten. Seine eigene Mutter musste mit Gift Selbstmord begehen. Nur Königin Weimu überlebte, denn sie war gerade schwanger. Im Folgejahr gebar sie einen Sohn. Der König hatte ursprünglich geplant, die Königin und den gemeinsamen Sohn leben zu lassen. Es kamen jedoch Gerüchte auf, dass der Prinz kein Sohn von Li Yuanhao sei. Gleichzeitig gebar Lis zweite Frau, Königin Yeli, ebenfalls einen Sohn. Li Yuanhao ließ Königin Weimu und ihren Sohn deshalb im Jahre 1035 umbringen, womit der Weimu-Clan ausgelöscht war.